# Bairatisal
Bairatisal é uma vila no distrito de Darjiling, no estado indiano de Bengala Ocidental.

## Demografia
Segundo o censo de 2001, Bairatisal tinha uma população de 5400 habitantes. Os indivíduos do sexo masculino constituem 54% da população e os do sexo feminino 46%. Bairatisal tem uma taxa de literacia de 82%, superior à média nacional de 59,5%; com 57% para o sexo masculino e 43% para o sexo feminino. 8% da população está abaixo dos 6 anos de idade.